# Tipula minima
Espèce
Tipula minima est une espèce fossile d'insectes diptères de la famille des Tipulidae, de la sous-famille des Tipulinae et du genre Tipula.

## Classification
Elle est décrite en 1937 par le paléontologue français Nicolas Théobald (1903-1981) dans sa thèse,. 

### Fossiles
L'holotypes R1018 de l'ère Cénozoïque, et de l'époque Oligocène (33,9 à 23,03 Ma) fait partie de la collection Mieg conservée au musée d'histoire naturelle de Bâle en Suisse et vient du gisement de Kleinkembs.

### Étymologie
L'épithète spécifique minima signifie en latin « petit ».

## Description

### Caractères
La diagnose de Nicolas Théobald en 1937, : 

« Diptère de petite taille, à longues ailes, corps jaune. Tête à deux gros yeux composés de facettes égales, yeux de forme ovale, presque contigus ; clypéus allongé ; antennes non visibles. Cou net. Thorax ovale, teinte brun jaunâtre, détails mal visibles. Abdomen ovoïde, allongé. Pattes manquent. Ailes à nervation de Tipula, stigma net, quelques taches mal délimitées dans la partie postérieure. ».

### Dimensions
La longueur est de 6,5 mm, et les ailes ont une longueur totale de 8,2 mm.

### Affinités
« L'échantillon appartient certainement aux Tipulidae. La nervation est identique à celle du g. Tipula. On voit très distinctement la cellule discoïdale, courte, d'où partent trois nervures, dont la première est bifurquée. Il en résulte que la quatrième cellule postérieure est pétiolée, ce qui est le cas dans le g. Tipula. Les espèces actuelles de ce genre ont une taille dépassant en général 10 mm. ».

## Biologie
« Les Tipules vivent dans les prairies, les marais, les bois humides. Un minimum d'humidité du sol est nécessaire au développement des larves. Ce genre est universellement répandu. ».

## Galerie

Quatre autres espèces fossiles de Tipula en 1937 selon N. Th.
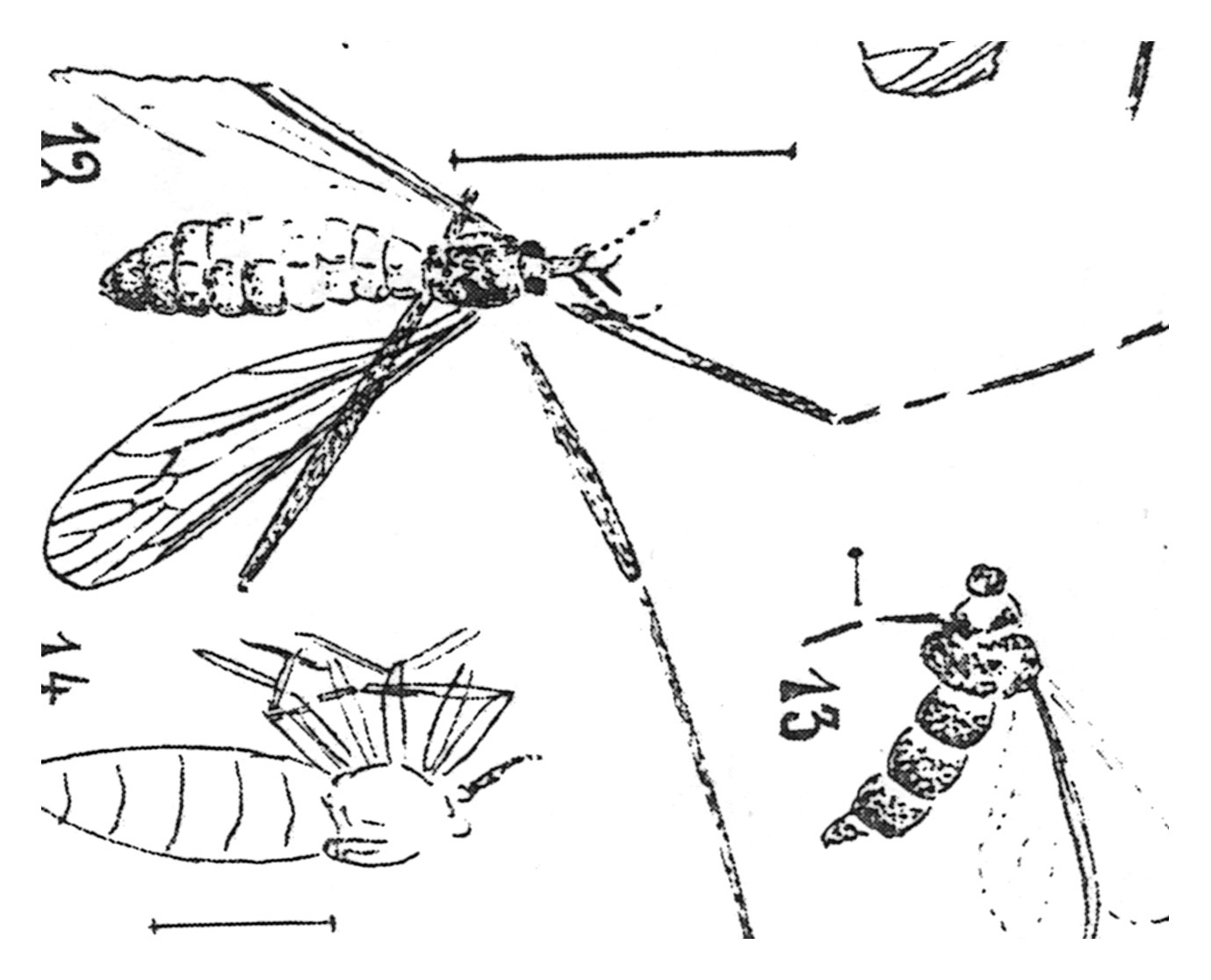
Tipula indura : fig 12 selon Nicolas Théobald 1937  holotype éch. C49 fig 12; p145 pl. XI Insectes du Sannoisien du Gard
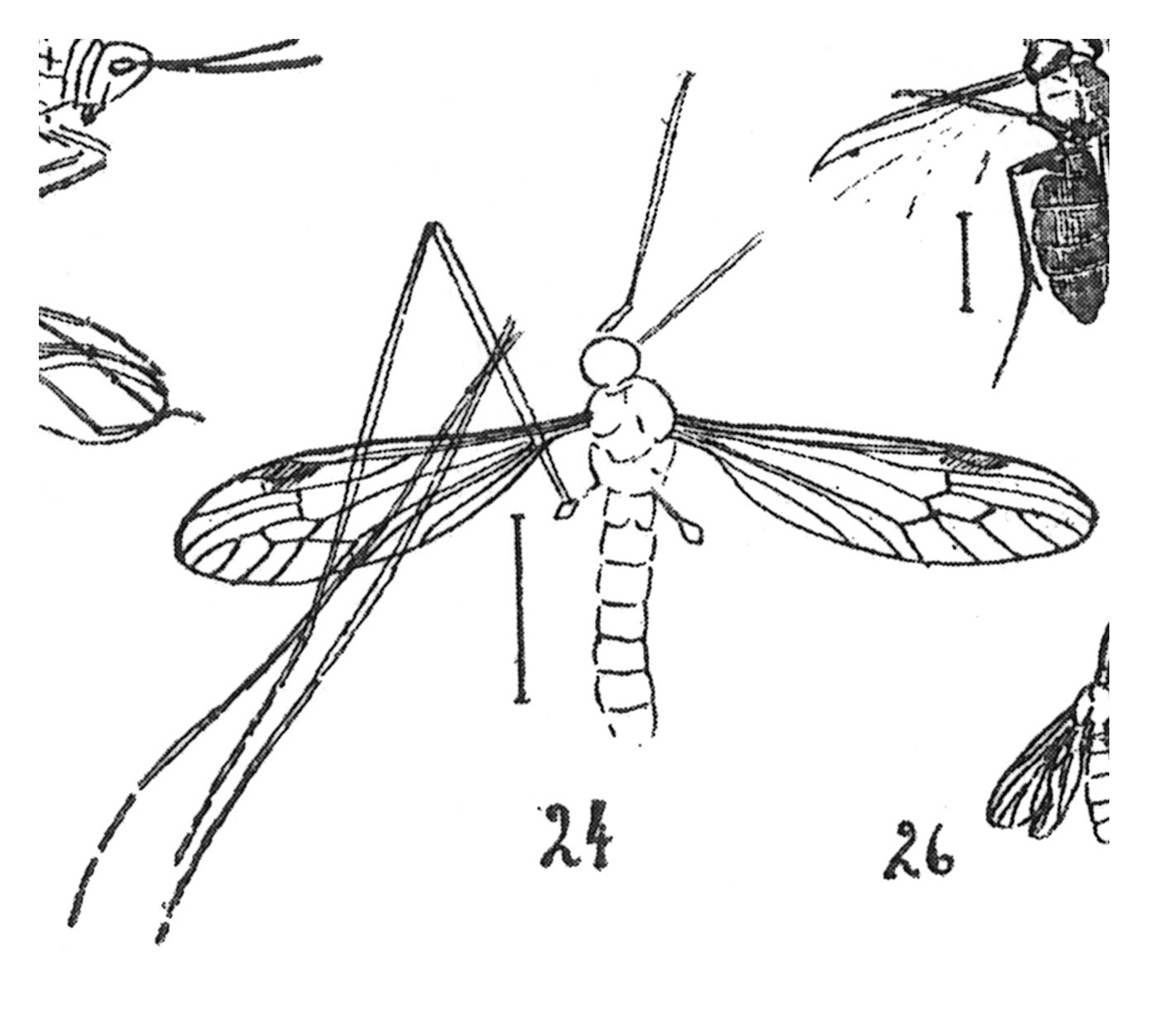
Tipula inflexa 1937 Nicolas Théobald holotype éch. Inst. Géol. Clermont-Ferrand x2; p.343 pl. XX, Insectes d'Aix 19-26
- Tipula marioni 1937 Nicolas Théobald holotype éch. C48 x1,5; p144 pl. XI Insectes du Sannoisien du Gard
- Tipula marioni 1937 Nicolas Théobald éch. R157 x1,3; p239 pl. XVIII Diptères du Sannoisien de Kleinkembs
- Tipula miegi éch R163 Sannoisien de Kleinkembs.
- Aile de Tipula miegi holotype éch. R974 Sannoisien de Kleinkembs.

- Larve.
- Tête de Tipulidae.

### Publication originale
- [1937] Nicolas Théobald, « Les insectes fossiles des terrains oligocènes de France 473 p., 17 fig., 7 cartes,13 tables, 29 planches hors texte », Bulletin Mensuel de la Société des Sciences de Nancy et Mémoires de la Société des sciences de Nancy, Imprimerie G. Thomas,‎ 1937, p. 1-473 (ISSN 1155-1119 et 2263-6439, OCLC 786027547). .